# Carl Gustav Jakob Jacobi

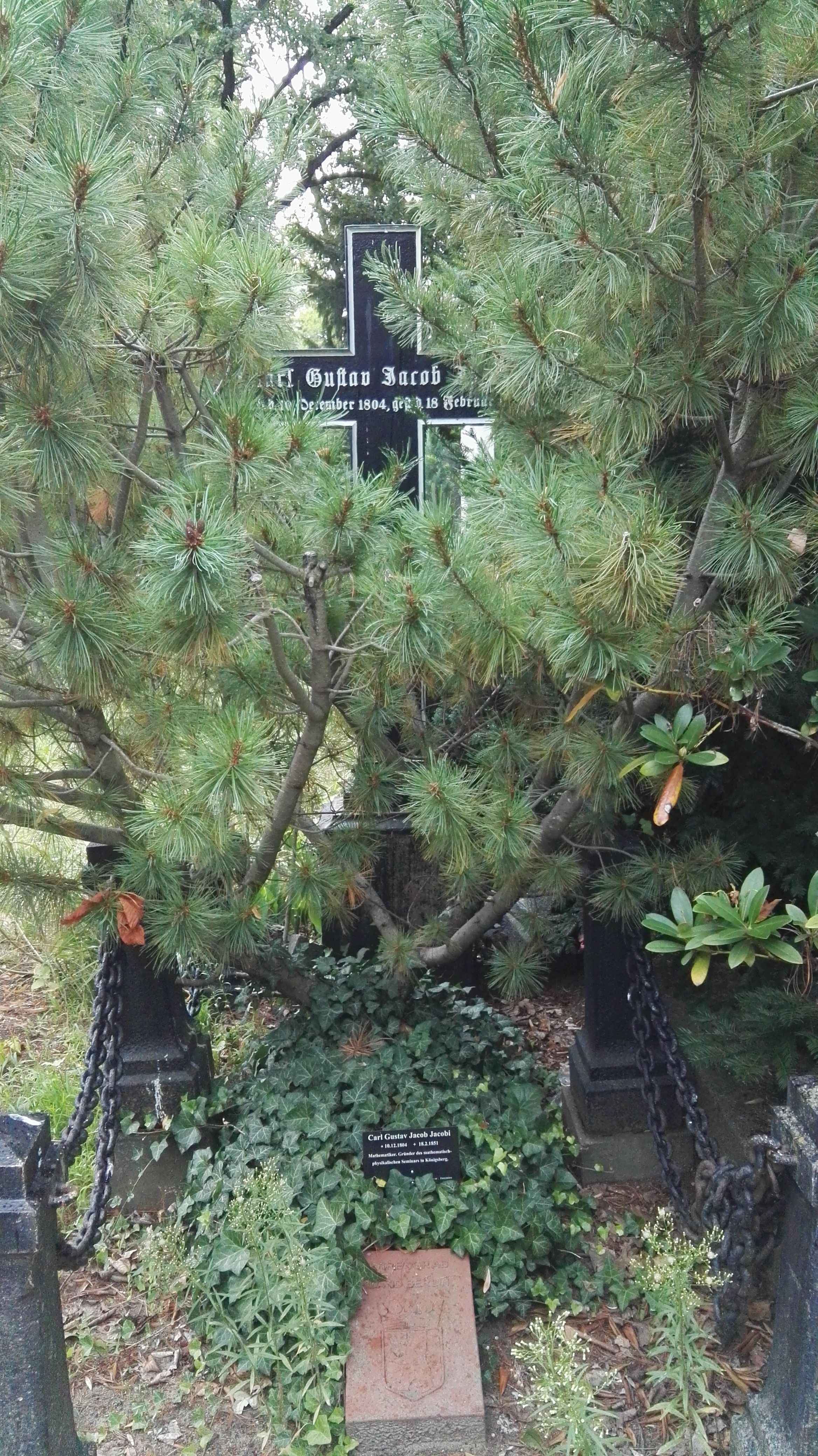
Grób Carla Gustava Jacobiego na Cmentarzu Trójcy Świętej w Kreuzbergu

Carl Gustav Jakob Jacobi (ur. 10 grudnia 1804 w Poczdamie, zm. 18 lutego 1851 w Berlinie) – niemiecki matematyk, profesor Uniwersytetu Albrechta w Królewcu, współtwórca teorii funkcji eliptycznych, sformułował jedną z wariacyjnych zasad mechaniki – zasadę Jacobiego, wprowadził pojęcie jakobianu; brat fizyka Moritza Hermanna Jacobiego (1801–1874).

## Życiorys
Carl Gustav Jacobi urodził się 10 grudnia 1804 roku w Poczdamie w zamożnej rodzinie żydowskiej . Jego ojciec Simon Jacobi (1772–1832) był bankierem i członkiem rady poczdamskiej gminy żydowskiej . Bratem Carla był Moritz Hermann Jacobi (1801–1874), elektrotechnik i fizyk .
Początkowo nauczał go w domu wuj, a później uczęszczał do gimnazjum w Poczdamie, które ukończył w ciągu roku (1816–1817)  . W 1821 roku osiągnąwszy wiek 16 lat, uprawniający do podjęcia studiów uniwersyteckich  , zaczął studiować filozofię, wiedzę o starożytności (niem. Altertumswissenschaften) i matematykę na uniwersytecie w Berlinie . W 1825 uzyskał stopień doktora i habilitację . Po konwersji na chrześcijaństwo , jako 20-latek był już wykładowcą matematyki na uczelni berlińskiej .
W roku akademickim 1826/27 przeniósł się na Uniwersytet Albrechta w Królewcu, gdzie mógł liczyć na szybszą ścieżkę kariery . W 1827 roku został profesorem nadzwyczajnym matematyki, a dwa lata później profesorem zwyczajnym . W 1843 roku musiał przerwać działalność dydaktyczną z powodu cukrzycy . Zimę 1843/44 spędził w towarzystwie innych matematyków w Rzymie, a następnie, uzyskawszy emeryturę państwową, osiadł w Berlinie . Z uwagi na zły stan zdrowia, wykłady dla studentów prowadził jedynie okazjonalnie . W 1848 roku popadł w problemy finansowe na które złożyły się utrata stypendium, odebranego mu po liberalnej mowie wygłoszonej w kontekście Wiosny Ludów  oraz bankructwo firmy rodzinnej, które pozbawiło go majątku  . W 1850 roku zaakceptował ofertę pracy na uniwersytecie wiedeńskim, co poprawiło jego sytuację materialną .
Zmarł na grypę i ospę prawdziwą  jeszcze przed przeprowadzką do Wiednia – 18 lutego 1851 roku w Berlinie .

## Działalność naukowa
Jacobi, niezależnie od norweskiego matematyka Nielsa Henrika Abela (1802–1829), sformułował teorię funkcji eliptycznych . Zajmował się teorią równań różniczkowych cząstkowych, zwłaszcza równań różniczkowych dynamiki (równanie Hamiltona-Jacobiego) . Sformułował jedną z wariacyjnych zasad mechaniki (zasada Jacobiego) . Wprowadził pojęcie jakobianu .
Obok pracy naukowej zajmował się dydaktyką – założył pierwsze seminarium matematyczne . Jego uczniami byli m.in. Carl Wilhelm Borchardt (1817–1880), Eduard Heine (1821–1881), Otto Hesse (1811–1874), Friedrich Julius Richelot (1808–1875), Johann Georg Rosenhain (1816–1887) i Philipp Ludwig von Seidel (1821–1896) . Razem z astronomem Friedrichem Wilhelmem Besselem (1784–1846) i fizykiem Franzem Ernstem Neumannem (1798–1895) przyczynił się do wypracowania wysokiej pozycji uniwersytetu w Królewcu na polu nauk matematyczno-przyrodniczych .

## Publikacje
Dzieła podane za Neue Deutsche Biographie i Encyclopædia Britannica  :
- 1829 – Fundamenta nova theoriae functionum ellipticarum
- 1839 – Canon arithmeticus sive tabulae quibus exhibentur pro singulis numeris primis vel primorum potestatibus infra 1000 numeri ad datos indices et indices ad datos numeros pertinentes
- 1841 – De Formatione et Proprietatibus Determinantium
- 1881–1891 – Gesammelte Werke (8 tomów)

## Członkostwa, odznaczenia i nagrody
- 1829–1836 – członek korespondencyjny Królewskiej Pruskiej Akademii Nauk (Königlich Preußische Akademie der Wissenschaften)[6]
- 1830–1846 – członek korespondencyjny Francuskiej Akademii Nauk[7]
- 1836–1844 – członek zagraniczny Królewskiej Pruskiej Akademii Nauk (Königlich Preußische Akademie der Wissenschaften)[6]
- 1842 – Pour le Mérite[8]
- 1844 – członek zwyczajny Królewskiej Pruskiej Akademii Nauk (Königlich Preußische Akademie der Wissenschaften)[6]
- 1846 – członek zagraniczny Francuskiej Akademii Nauk[7]

## Upamiętnienie
Jego imieniem nazwano szereg terminów matematycznych :
- Funkcje eliptyczne Jacobiego
- Macierz Jacobiego[9]
- Równanie Hamiltona-Jacobiego (równanie różniczkowe cząstkowe pierwszego rzędu opisujące ruch układu mechanicznego)[10]
- Symbol Jacobiego
- Twierdzenie Sylvestera-Jacobiego
- Wyznacznik Jacobiego (Jakobian) (wyznacznik macierzy Jacobiego)[9]
- Zasada Jacobiego (wariacyjna zasada mechaniki)[4]

Na cześć Jacobiego nazwano jedną z planetoid z pasa głównego asteroid – (12040) Jacobi oraz krater księżycowy Jacobi.